# برکه فتح‌آباد عرب
برکه فتح‌آباد عرب در شهرستان فیروزآباد، روستای فتح‌آباد عرب واقع شده و این اثر در تاریخ ۲۵ اسفند ۱۳۷۹ با شمارهٔ ثبت ۳۳۹۴ به‌عنوان یکی از آثار ملی ایران به ثبت رسیده است.